# Châtillon-sur-Cluses
Pour les articles homonymes, voir Châtillon.
Châtillon-sur-Cluses est une commune française située dans le département de la Haute-Savoie, en région Auvergne-Rhône-Alpes.
Ses habitants sont nommés les Cassandrins et les Cassandrines.

## Géographie
Lieu de passage principal entre la vallée du Giffre et la vallée de l'Arve, au croisement des routes allant en direction de Taninges, Bonneville, Samoëns, Arâches et Saint-Jeoire, c'est tout naturellement au col (altitude 741 m) que s'est développée la commune de Châtillon, autour de son château.

## Urbanisme

### Typologie
Au 1er janvier 2024, Châtillon-sur-Cluses est catégorisée commune rurale à habitat dispersé, selon la nouvelle grille communale de densité à sept niveaux définie par l'Insee en 2022.
Elle appartient à l'unité urbaine de Cluses, une agglomération intra-départementale regroupant 18  communes, dont elle est une commune de la banlieue,,. Par ailleurs la commune fait partie de l'aire d'attraction de Cluses, dont elle est une commune de la couronne,. Cette aire, qui regroupe 12 communes, est catégorisée dans les aires de 50 000 à moins de 200 000 habitants,.

### Occupation des sols
L'occupation des sols de la commune, telle qu'elle ressort de la base de données européenne d’occupation biophysique des sols Corine Land Cover (CLC), est marquée par l'importance des forêts et milieux semi-naturels (55,3 % en 2018), une proportion identique à celle de 1990 (55,3 %). La répartition détaillée en 2018 est la suivante : 
forêts (52,5 %), zones agricoles hétérogènes (33,6 %), zones urbanisées (4,8 %), prairies (4,6 %), espaces ouverts, sans ou avec peu de végétation (2,8 %), terres arables (1,5 %), eaux continentales (0,3 %).
L'IGN met par ailleurs à disposition un outil en ligne permettant de comparer l’évolution dans le temps de l’occupation des sols de la commune (ou de territoires à des échelles différentes). Plusieurs époques sont accessibles sous forme de cartes ou photos aériennes : la carte de Cassini (XVIIIe siècle), la carte d'état-major (1820-1866) et la période actuelle (1950 à aujourd'hui).

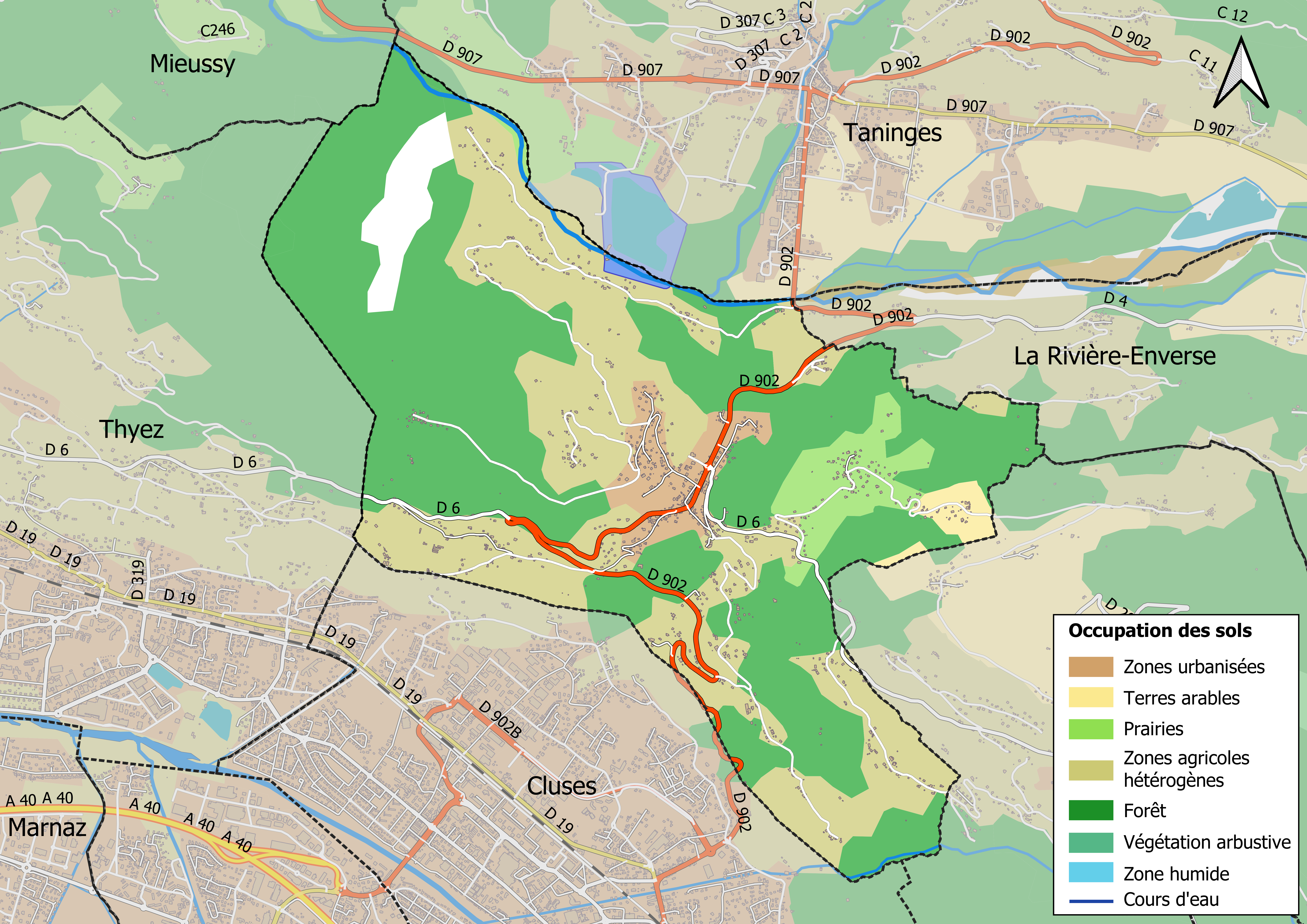
Carte des infrastructures et de l'occupation des sols en 2018 (CLC) de la commune.
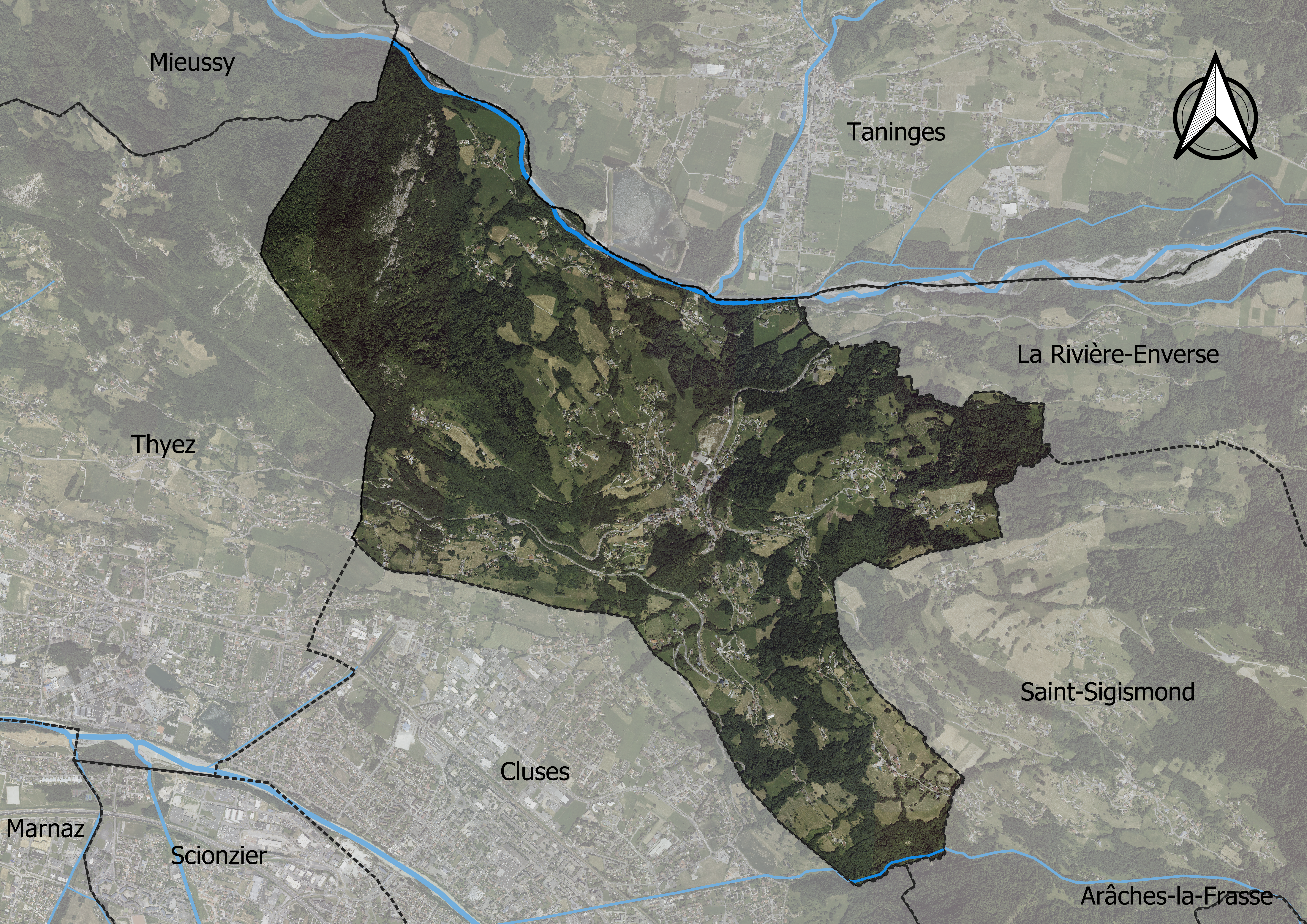
Carte orthophotogrammétrique de la commune.

## Toponymie
Châtillon serait un dérivé, sans doute mérovingien, du bas latin castellum, diminutif de castrum, accompagné du suffixe -ionem. Castrum désigne d’abord tous les types de forteresse, depuis le simple donjon jusqu’à l’enceinte urbaine, puis se spécialise dans le sens de « château fort » et se réduit ensuite à celui de « grande maison de plaisance ».
En francoprovençal, le nom de la commune s'écrit Shâtlyon, selon la graphie de Conflans.

## Histoire
Le col est pratiqué par les Romains. Des tuiles à rebords (Tegula) ont été retrouvées sous l'église paroissiale ainsi qu'une pièce de bronze datant du règne de l'empereur Dioclétien.

### Période médiévale
L'histoire de Châtillon remonte a 1032, lorsque le roi de Bourgogne remet à l'empereur Conrad II le Salique la royauté de Bourgogne. L'empereur confie alors aux seigneurs locaux le soin de gérer leurs fiefs à leur gré.

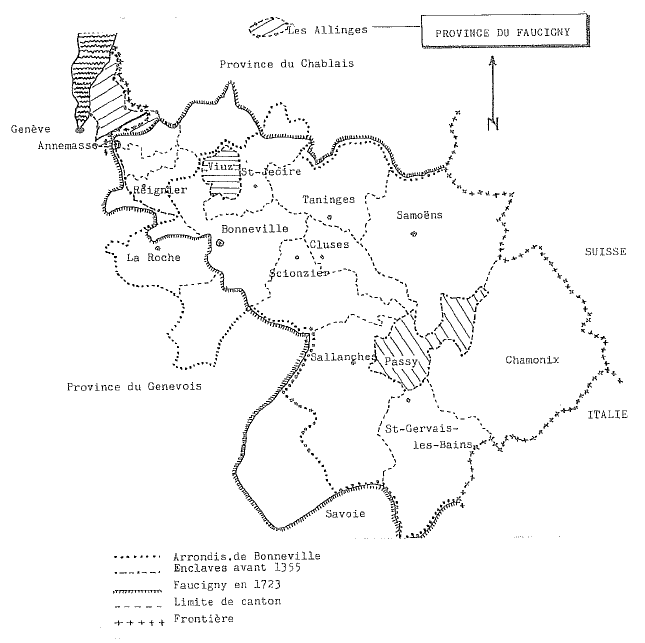
Carte du Faucigny.

La famille de Faucigny en profite alors affirmer ses positions sur leur territoire, délimité par le relief montagneux et qui s'étend des pentes du Salève et des Voirons au massif du Mont-Blanc et est entouré par les provinces du Chablais, du Genevois et le territoire des comtes de Genève. Ce territoire peut-être contrôlé par plusieurs points stratégiques que sont le Faucigny (résidence principale de la famille des sires du Faucigny), Sallanches et Châtillon-sur-Cluses. Toutes ces places fortes sont des forteresses de type défensive, mais aussi des vrais lieux de rassemblement, centres administratifs et économiques.
Les sires du Faucigny font aussi de généreuses donations à l'Église. Guy de Faucigny fondera en 1083 le prieuré de Contamine-sur-Arve. Aymon Ier de Faucigny concèdera la vallée de Sixt aux chanoines de Saint-Augustin où son frère Ponce établit un monastère. Et en 1151, la vallée du Béol est offerte à Jean d'Espagne qui y installera le monastère du Reposoir.
Au début du XIIe siècle, la famille de Faucigny participe aux deux premières croisades. Elle est alors considérée comme « famille de Grande Noblesse » par Pierre le Vénérable, abbé de Cluny. Pour renforcer son pouvoir auprès du clergé, chaque génération installe une personne de la famille sur un siège épiscopal.
La première mention de Châtillon remonte à 1178 dans un acte de l'évêque de Genève, Arducius, dans lequel  un Alimard de Châtillon et son fils Turumbert sont cités comme témoins. Un Gérard, qualifié de vicomte de Châtillon est cité en 1210.
Aymon II de Faucigny naît en 1202 pour être le dernier sire du Faucigny. Les guerres entre les seigneurs de Savoie, de Genève et du Dauphiné sont rudes. Le Faucigny se trouve alors en plein milieu des conflits, ce qui lui permettra d'établir de bonnes alliances dans son intérêt.  La maison de Genève est alors très affaiblie, et le Faucigny en profitera pour se libérer de leur tutelle et de s'allier avec la maison de Savoie. C'est à cette période qu'Aymon II, fera de la forteresse de Châtillon-sur-Cluses sa résidence principale.
Le pape Célestin IV y meurt en 1241.
Châtillon est le centre d'une châtellenie du Faucigny qui compte treize paroisses au XIIIe siècle. En 1357, Châtillon est le centre du mandement de Châtillon et de Cluses.
Un système de signaux avait été mis en place afin de communiquer entre le château de Châtillon-sur-Cluses et la tour édifiée à Cluses sur le roc de Chessy.

### Période contemporaine
Lors des débats sur l'avenir du duché de Savoie, en 1860, la population est sensible à l'idée d'une union de la partie nord du duché à la Suisse. Une pétition circule dans cette partie du pays (Chablais, Faucigny, Nord du Genevois) et réunit plus de 13 600 signatures, dont 121 dans le village,. Le duché est réuni à la suite d'un plébiscite organisé les 22 et 23 avril 1860 où 99,8 % des Savoyards répondent « oui » à la question « La Savoie veut-elle être réunie à la France ? ».

## Héraldique
| Armes de Chatillon-sur-Cluses | Les armes de Chatillon-sur-Cluses se blasonnent ainsi : 'Parti : au premier d'azur à une tour d'argent ouverte du champ, au second de gueules à la croix d'argent ; le tout soutenu d'une champagne barrée de gueules et d'or.' |

## Politique et administration

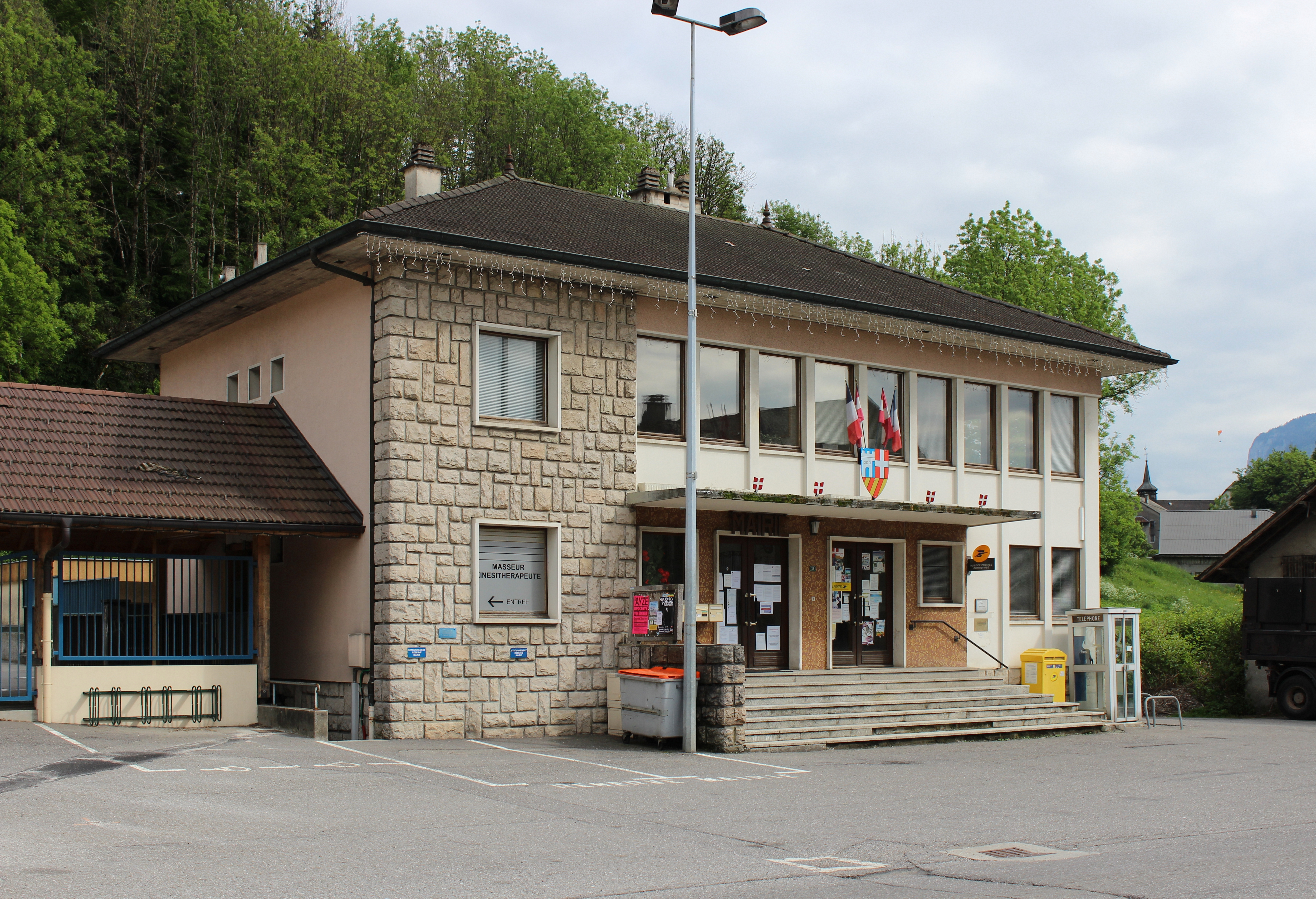
Mairie de Châtillon-sur-Cluses.

| Période                                  | Période      | Identité               | Étiquette | Qualité                         |
| ---------------------------------------- | ------------ | ---------------------- | --------- | ------------------------------- |
| Les données manquantes sont à compléter. |              |                        |           |                                 |
| 5 février 1939                           | 1945         | Camille Baud           | Modéré    | Lieutenant des sapeurs-pompiers |
| 1945                                     | 1971         | Émile Devant           |           |                                 |
| 1971                                     | juillet 2002 | Théophile André Bonnaz | DVD       |                                 |
| septembre 2002                           | mars 2008    | Dominique Schott       |           |                                 |
| septembre 2008                           | mai 2020     | Bernard Cartier        |           |                                 |
| mai 2020                                 | En cours     | Cyril Cathelineau      |           |                                 |

## Démographie
L'évolution du nombre d'habitants est connue à travers les recensements de la population effectués dans la commune depuis 1793. Pour les communes de moins de 10 000 habitants, une enquête de recensement portant sur toute la population est réalisée tous les cinq ans, les populations de référence des années intermédiaires étant quant à elles estimées par interpolation ou extrapolation. Pour la commune, le premier recensement exhaustif entrant dans le cadre du nouveau dispositif a été réalisé en 2004.

En 2022, la commune comptait 1 215 habitants, en évolution de −4,41 % par rapport à 2016 (Haute-Savoie : +6,01 %, France hors Mayotte : +2,11 %).
| 1793 | 1800 | 1806 | 1822 | 1838  | 1848  | 1858 | 1861 | 1866 |
| ---- | ---- | ---- | ---- | ----- | ----- | ---- | ---- | ---- |
| 696  | 911  | 925  | 899  | 1 166 | 1 088 | 906  | 909  | 865  |

| 1872 | 1876 | 1881 | 1886 | 1891 | 1896 | 1901 | 1906 | 1911 |
| ---- | ---- | ---- | ---- | ---- | ---- | ---- | ---- | ---- |
| 807  | 788  | 800  | 837  | 780  | 774  | 755  | 712  | 677  |

| 1921 | 1926 | 1931 | 1936 | 1946 | 1954 | 1962 | 1968 | 1975 |
| ---- | ---- | ---- | ---- | ---- | ---- | ---- | ---- | ---- |
| 564  | 540  | 486  | 470  | 446  | 503  | 587  | 521  | 766  |

| 1982 | 1990  | 1999  | 2004  | 2006  | 2009  | 2014  | 2019  | 2022  |
| ---- | ----- | ----- | ----- | ----- | ----- | ----- | ----- | ----- |
| 858  | 1 014 | 1 061 | 1 096 | 1 100 | 1 168 | 1 258 | 1 194 | 1 215 |

Au XVe siècle, Châtillon abrite 80 feux. Lors du passage de Saint-François de Sales, le 10 août 1606, elle compte 120 feux. En 1783, on recense 695 âmes. En 1801, la population est de 900 habitants et elle atteint son optimum en 1838, avec 1 166 Cassandrins. Ils ne sont plus que 677 en 1911 et 470 en 1936. Le niveau le plus bas est atteint en 1946 avec seulement 446 habitants. Avec le développement du bassin de Cluses, la population depuis cette date n'a cessé d'augmenter.

## Culture locale et patrimoine

### Lieux et monuments
- Le château de Châtillon, seules quelques ruines demeurent de cette noble résidence.
- L'église Saint-Martin, construite sur la base de l'ancienne chapelle du château, d'où la vue rayonne sur toute la vallée inférieure de l'Arve[21]. L'ancienne église est mentionnée au XIIe siècle comme dépendante de l'abbaye de Contamine-sur-Arve selon le Régeste genevois[22]. Jusqu'au XVe siècle, elle est l'église-mère de Cluses[23]. À partir de 1443, la situation s'inverse et l'église de Châtillon devient « annexe » de celle de Cluses et ce jusqu'en 1606[24].
- La Maison forte est une bâtisse aux « murs énormes et chicanes ajourées ».

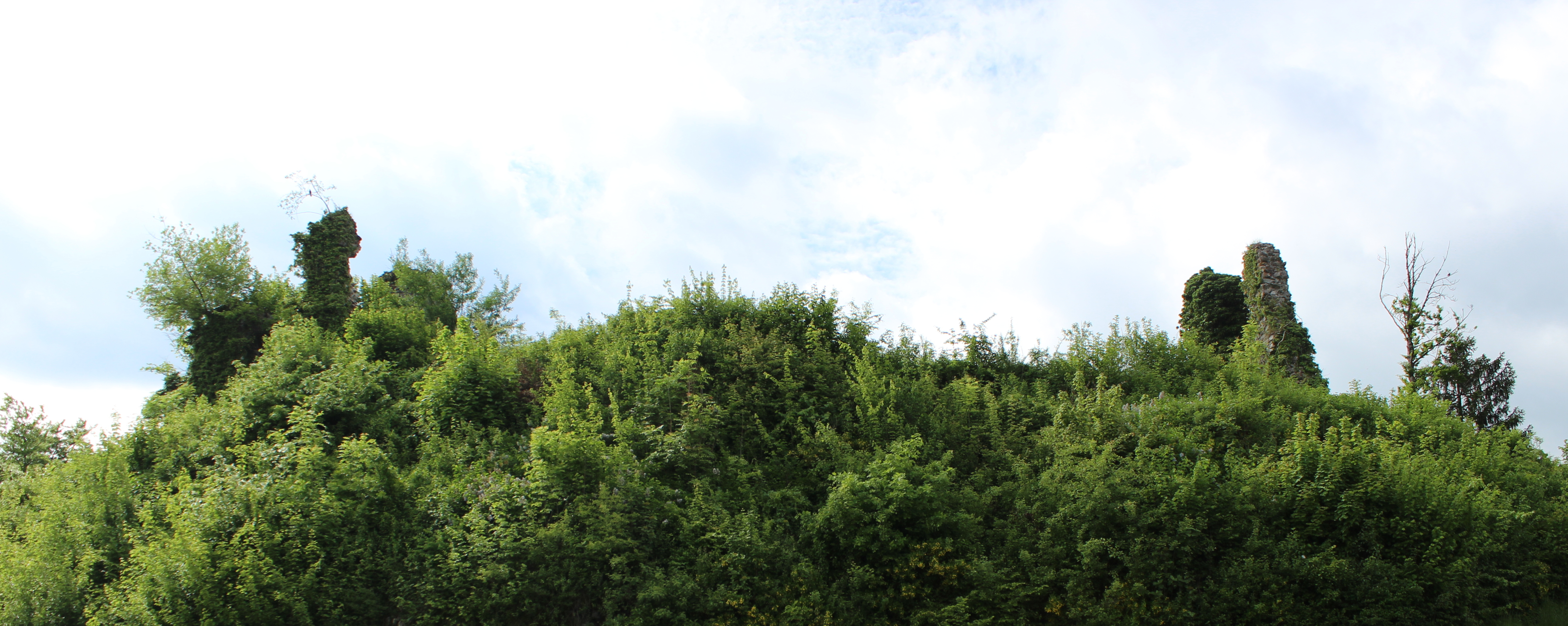
Les ruines du château en 2015.
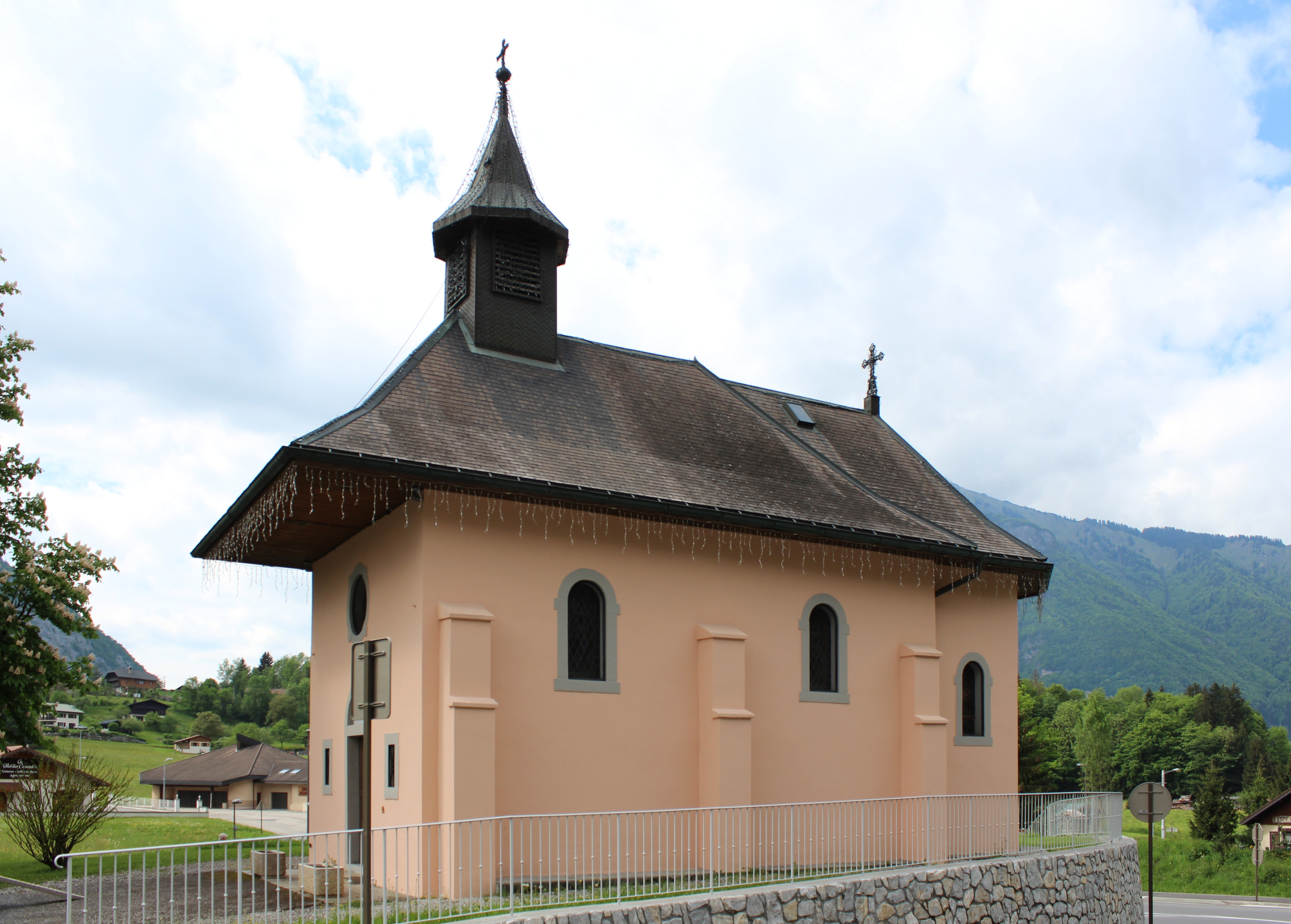
Chapelle.
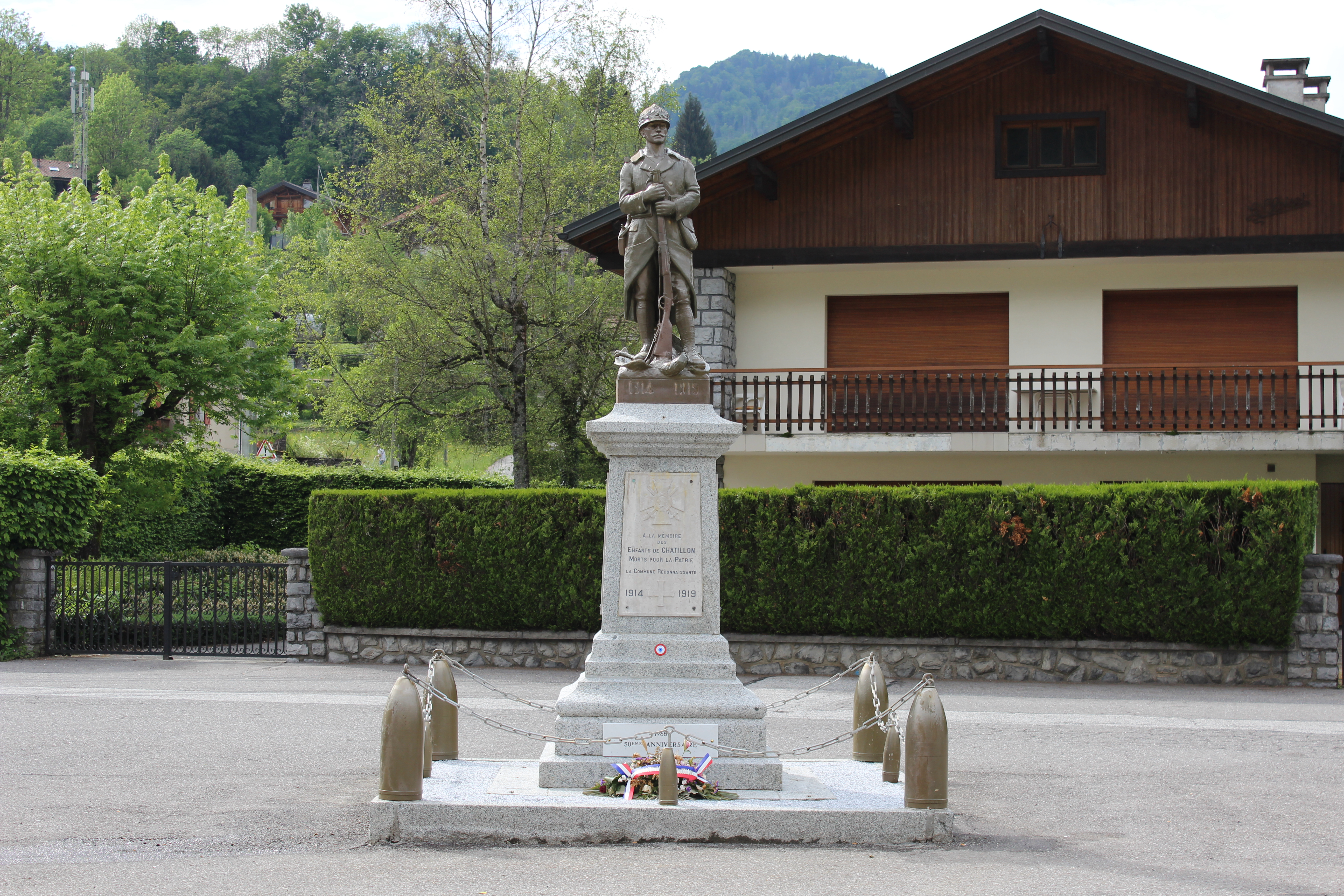
Monument aux morts.
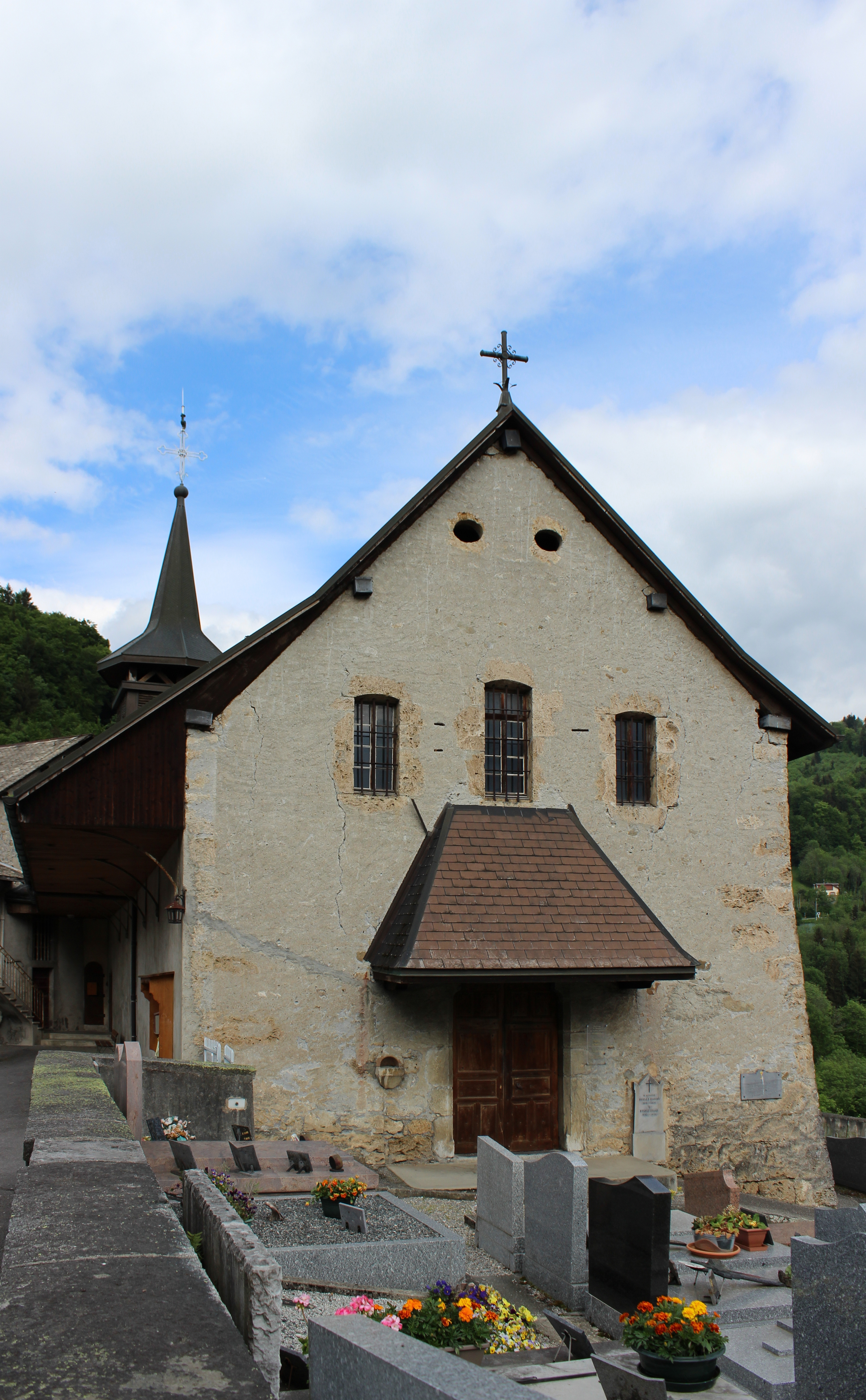
Église.
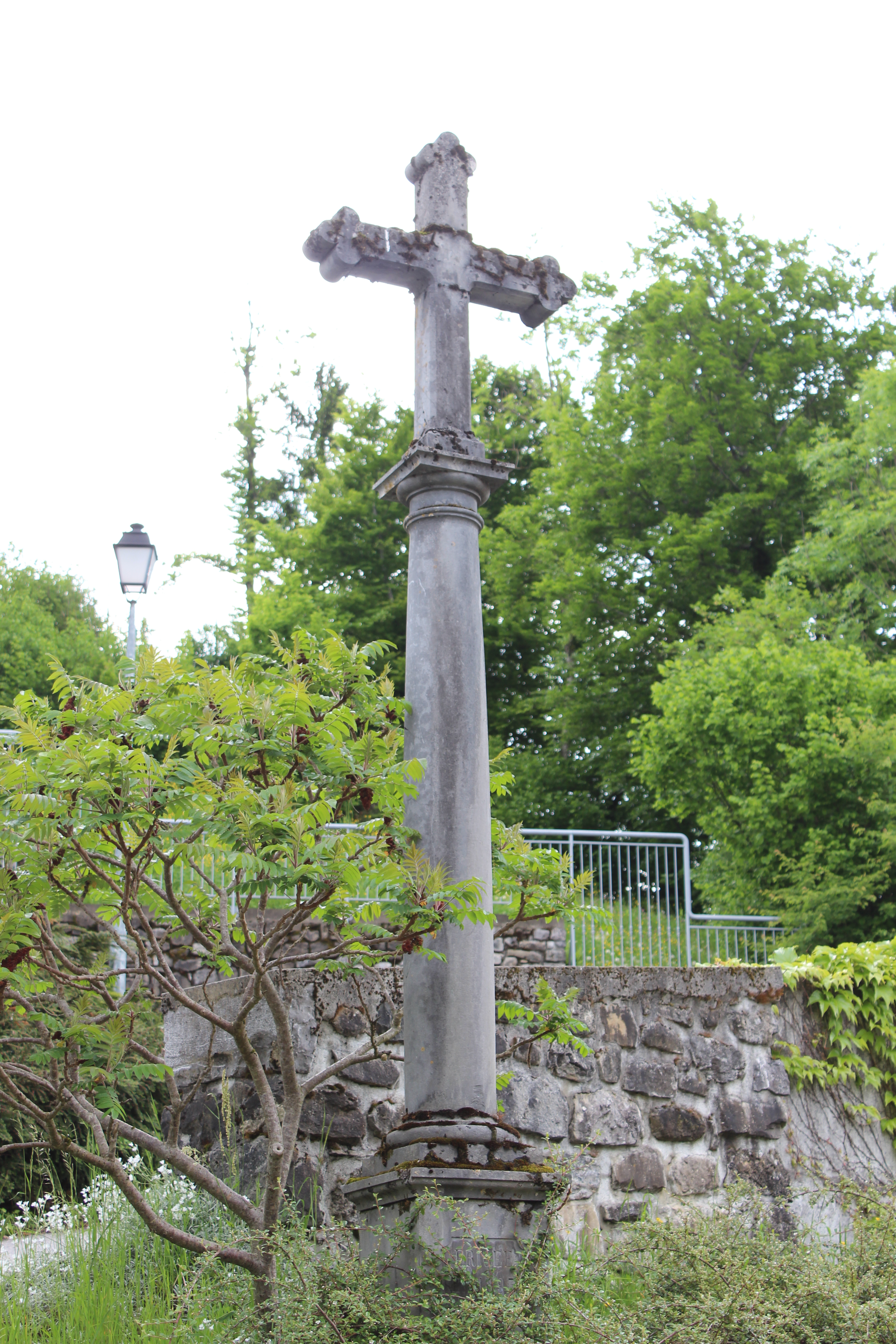
Croix de mission.